# Diodia
Genre
Classification phylogénétique
Diodia est un genre de plantes de la famille des Rubiacées originaire des régions tempérées et tropicales de l'Amérique du Nord et de l'Afrique. Il regroupe 119 espèces.

## Liste d'espèces
Selon ITIS :
- Diodia apiculata (Willd. ex Roemer & J.A. Schultes) K. Schum.
- Diodia dasycephala Cham. & Schlecht.
- Diodia ocymifolia (Willd. ex Roemer & J.A. Schultes) Bremek.
- Diodia radula Cham. & Schlect.
- Diodia sarmentosa Sw.
- Diodia serrulata (Beauv.) G. Taylor
- Diodia teres Walt.
- Diodia virginiana L.
- Liste complète